# Coeloleptops prominens
Coeloleptops prominens là một loài tò vò trong họ Ichneumonidae.